# Asteropsis
Asteropsis là một chi thực vật có hoa trong họ Cúc (Asteraceae).

## Loài
Chi Asteropsis gồm các loài: